# Che'Nelle
Che'Nelle, pseudonimo di Cheryline Ernestine Lim (Kota Kinabalu, 10 marzo 1983), è una cantante malese naturalizzata australiana.

## Biografia
Nata in Malaysia da padre cinese e madre indiana, si è trasferita a Perth (Australia) con la famiglia quando aveva 10 anni.
Nel 2005 ha firmato un contratto con la Virgin Records negli Stati Uniti, mentre in Australia con la EMI. Nel marzo 2006 ha aperto in Australia i concerti di Kanye West. Ha pubblicato il suo primo album nel settembre 2007 in Giappone e nell'ottobre seguente in Australia. 
Il suo singolo I Fell in Love with the DJ ha avuto un moderato successo a livello internazionale. Il suo album di debutto Things Happen for a Reason ha ottenuto un forte successo commerciale nel mercato giapponese (è stato certificato oro), senza tuttavia avere il medesimo riscontro in occidente. Nel 2010 pubblica il suo secondo album in lingua inglese Feels Good, ottenendo tuttavia meno riscontri anche nel mercato nipponico.
Nel 2011 pubblica per la prima volta un album bilingue in inglese e giapponese, il progetto di cover Luv Songs. L'album ottiene un forte successo commerciale in giappone, superando anche quello del progetto di debutto e venendo certificato platino per oltre 335 mila copie vendute. Da questo momento in avanti ha basato la sua carriera principalmente su progetti bilingue, raggiungendo un secondo disco di platino per il suo secondo album bilingue Believe (che vende oltre 276 mila copie) e due dischi d'oro con i due album successivi (che vendono rispettivamente 63 e 78 mila copie).
Nel 2017 torna a pubblicare un album interamente in lingua inglese, Metamorphosis. Sempre nel 2017 pubblica il greatest hits 10th Anniversary ALL TIME BEST. Nel 2018 pubblica l'EP natalizio Holiday Party, quarto extended play della sua carriera. Negli anni successivi si dedica principalmente alla pubblicazione di singoli.
Nel corso della sua carriera ha collaborato con Mýa, Ai, David Guetta, R. Kelly, Shaggy e altri artisti.

## Discografia
Album in inglese
- 2007 – Things Happen for a Reason
- 2010 – Feel Good
- 2017 – Metamorphosis

Album in inglese e giapponese
- 2011 – Luv Songs (ラブ・ソングス) (album di cover)
- 2012 – Believe (ビリーヴ)
- 2013 – Aishiteru (アイシテル; I Love You)
- 2013 – Best Songs (ベスト・ソングス) (raccolta)
- 2014 – Luv Songs 2 (ラブ・ソングス 2) (album di cover)
- 2015 – @chenelleworld (シェネル・ワールド)

### Raccolte
- 2017 – 10th Anniversary ALL TIME BEST